# Bernhard Klodt
Bernhard "Berni" Klodt (Gelsenkirchen, 26 de outubro de 1926 — Garmisch-Partenkirchen, 23 de maio de 1996) foi um futebolista alemão-ocidental.  Jogou na posição de ponta-direita.

## Carreira
Defendeu em sua carreira as equipes do STV Horst Emscher e Schalke 04.

## Seleção
Pela Seleção da Alemanha Ocidental, integrou o elenco campeão de seu país na Copa do Mundo de 1954, atuando apenas em uma partida. Jogaria três partidas no mundial seguinte, na Suécia 1958.